# Steven Spieth
Steven Spieth (25 de enero de 1995 (30 años) Dallas, Texas) es un jugador de baloncesto estadounidense. Con 2 metros de estatura, su puesto natural en la cancha es la de alero. Actualmente juega para el Oviedo Club Baloncesto de la liga LEB Oro. Es hermano del golfista Jordan Spieth.

## Trayectoria
Es un alero formado en la Universidad Brown situada en Providence (Rhode Island), que en su último año en Brown, el jugador promedió más de 17 puntos, 6 rebotes y 3,3 asistencias por partido, con porcentajes de tiro destacados. Unos números que, a pesar de la debilidad competitiva de la liga, le abrieron la puerta para jugar 4 partidos de la Liga de Verano de la NBA en las filas de los Dallas Mavericks. Tras no ser drafteado en 2017, la primera experiencia profesional del alero norteamericano sería en la Primera División argentina con el Obras Sanitarias de Buenos Aires.
Comienza la temporada 2018-19, en las filas del HKK Zrinjski HT Mostar de la Primera División bosnia.
En enero de 2019, se incorpora a las filas del Unión Financiera Baloncesto Oviedo hasta el final de la temporada 2018-19.